# Neorileya ashmeadi
Neorileya ashmeadi is een vliesvleugelig insect uit de familie Eurytomidae. De wetenschappelijke naam is voor het eerst geldig gepubliceerd in 1913 door Crawford.